# Mitridate I di Partia
Mitridate (in partico: 𐭌𐭄𐭓𐭃𐭕, Mihrdāt; ... – 132 a.C.), chiamato nella storiografia moderna Mitridate I e conosciuto anche come Mitridate Filellene (in greco antico: ΜιΘριδάτης Φιλέλλην?, Mithridátes Philéllen), è stato un sovrano partico, regnante dal 165/164 a.C. alla sua morte.

## Biografia

### Origini familiari
Mitridate era il figlio del sovrano partico Friapazio, a sua volta figlio del pro-nipote del primo sovrano della dinastia, Arsace I. Era quindi fratello di Fraate I, Artabano I e Bagaside.

### Regno
Nel 165/164 a.C. il re Fraate I, fratello maggiore di Mitridate, morì e lasciò il regno al fratello, scavalcando così i suoi stessi figli, anche se ormai adulti; la motivazione fu probabilmente la maggiore esperienza di Mitridate, necessaria in quel momento per guidare la nazione partica.
Mitridate estese i suoi domini verso la Mesopotamia, trasformando la Partia in una potenza politico-militare. Conquistò Babilonia (144 a.C.), la Media (141 a.C.) e la Persia (139 a.C.), dove catturò il monarca seleucide Demetrio II di Siria, cui poi diede in moglie sua figlia.
A oriente Mitridate conquistò la Margiana e la Battriana, acquisendo il controllo totale sui traffici commerciali lungo la Via della seta e la Via Reale di Persia. Questo controllo fu alla base della ricchezza e della potenza parta, e fu gelosamente difeso dagli Arsacidi che cercarono sempre di mantenere la sovranità diretta sui territori attraverso i quali passavano le strade principali.
I Parti misero fine al periodo ellenistico della Persia, ma Mitridate si fece comunque promotore della cultura ellenistica nei suoi domini assumendo l'epiteto di Filellene (amico dei greci). Questo titolo compare anche sulle monete, dove lo scià è ritratto secondo lo stile greco mentre indossa il diadema reale, tipico simbolo dei re ellenici. Mitridate I riprese la coniazione di monete, che era stata interrotta dopo che Arsace II aveva fatto atto di sottomissione ad Antioco III il Grande nel 206 a.C.
Mitridate, come indica il nome, si era posto sotto la protezione di Mitra e, secondo la tradizione persiana, ne rappresentava l'autorità in terra. Alla sua morte gli succedette il figlio Fraate II.
Inoltre era uno dei Re dei Re.